# Zesde Petroleumhaven

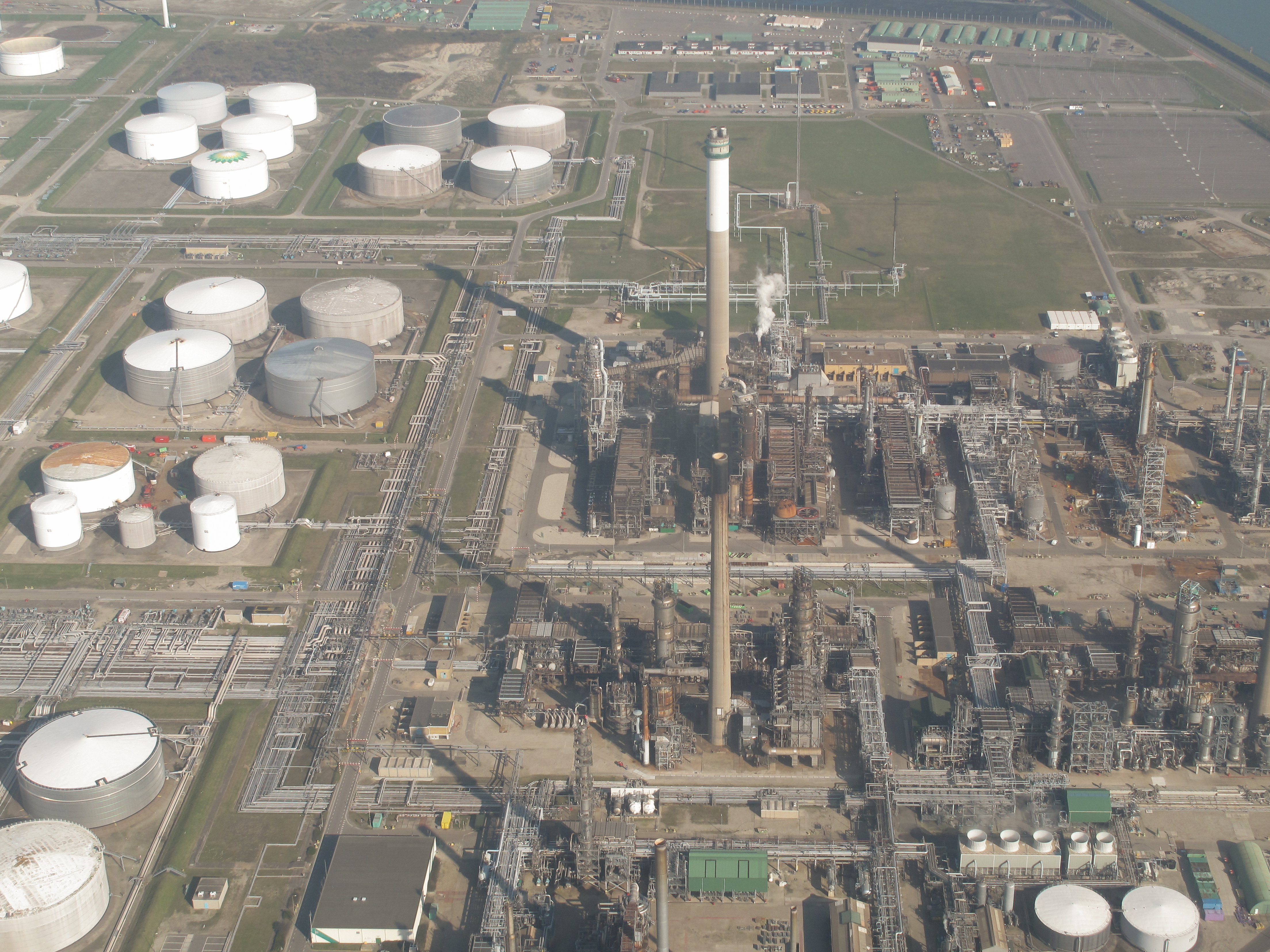
Europoort, de
olieraffinaderij van BP bij de Zesde Petroleumhaven

De Zesde Petroleumhaven is een haven in de Rotterdamse Europoort aan het Beerkanaal. Aan deze haven is de BP Raffinaderij Rotterdam gevestigd.

## Installatiebeschrijving van BP Europoort
De BP raffinaderij heeft een verwerkingscapaciteit van 63.500 m³ of 400.000 vaten ruwe olie per dag. Met een doorzet van ruim 23.000.000 m³ per jaar, is zij een van de grootste raffinaderijen in Europa. De raffinaderij beschikt over twee destillatietorens, een Fluid catalytic cracking Unit (FCCU), diverse gasolie-ontzwavelingsinstallaties, een Catalytic Reformer en andere procesinstallaties. De installatie beschikt over een honderdtal opslagtanks van diverse grootte, met een totale opslagcapaciteit van 3.500.000 m³, bevattende ruwe olie, halfproducten en eindproducten.

## Steigers
Er zijn elf steigers voor zee- en binnenvaarttankers waar jaarlijks zo'n 20-25 miljoen ton product wordt aan- en afgevoerd. Voor het laden van producten zijn acht pompstations beschikbaar, met een capaciteit tot 2000 ton per uur. Voor het bestrijden van oliemorsingen zijn er oilbooms, waarmee de gehele haven kan worden afgesloten en klein materiaal voor gebruik bij het opruimen van morsingen. 

### Steiger 1 en 2
Steiger 1 en 2 is een vingerpier en wordt alleen gebruikt door zeeschepen, voor de import van ruwe olie, aardgascondensaat (condensate), nafta (light distillate feedstock, LDF), kerosine (Aviation Turbo Kerosine, ATK, ook genoemd JP1A), stookolie (fuel oil, FO) en dieselolie of gasolie (gas oil, GO) en voor de export van stookolie.
- min. dwt: 28.000 Mt
- max. lengte en dwt: 350 m, 280.000 Mt
- max. diepgang: 20,75 m

### Steiger 3
Steiger 3 wordt voornamelijk gebruikt voor de belading van bunkerbarges/lichters, maar wordt ook gebruikt door zeeschepen, voor de import en export van benzine (motor spirit, MS), benzinecomponenten, lpg (verzamelnaam voor propaan (C3H8) en butaan (C4H10)), LDF, GO, ATK en FO.
- min. dwt: 800 Mt;
- max. lengte en dwt: 220 m, 27.000 Mt;
- max. diepgang: 12 m

### Steiger 4
Steiger 4 kan worden gebruikt door tanklichters, maar wordt voornamelijk gebruikt door zeeschepen, voor de in- en uitvoer van MS, MS-componenten, lpg, LDF, GO, ATK, FO, condensaat, ruwe olie en methanol.
- min. dwt: 1500 Mt
- max. dwt: 40.000 Mt
- max. diepgang: 12 m

### Steiger 5
Steiger 5 wordt voornamelijk gebruikt door zeeschepen, voor de im- en export van MS, GO, FO, condensaat en ruwe olie en voor de import van Fatty acid methyl ester (FAME),een toevoeging van bijvoorbeeld raapzaadolie, bij de productie van biodiesel.
- min. dwt: 1500 Mt
- max. lengte en dwt: 250 m, 68.000 Mt
- max. diepgang: 12,5 m

### Steiger 6
Steiger 6 wordt gebruikt door zeeschepen en binnenvaart/tanklichters, voor de import en export van MS, MS-componenten, lpg, LDF, GO, FO, condensaat en ruwe olie.
- min. dwt: 1000 Mt
- max. lengte en dwt: 183 m, 25.000 Mt
- max. diepgang: 10,4 m

### Steiger 7 en 8
Steiger 7 en 8 is een vingerpier. Er kunnen 4 lichters tegelijk worden behandeld, door één steigeroperator. De beladingen bestaan hoofdzakelijk uit diverse soorten benzines (MS), dieselolie (gasolie) en lpg. Op steiger 7 Landzijde, worden ook wel lpg-coasters (kleine zeegaande gastankers) geladen en gelost.
- max. diepgang: 5 m.

### Steiger 9
Steiger 9 is een wachtsteiger waar maximaal 4 tanklichters wachten op hun beurt om te laden of te lossen.

### Steiger 10
- max. dwt: 25.000 Mt
- max. diepgang: 10,4 m

### Steiger 11
- max. lengte en dwt: 135 m, 8000 Mt
- max. diepgang: 4,3 m

Steiger 10 en 11 is een T-steiger, waar aan de binnenzijde (steiger 11) en aan de buitenzijde (steiger 10) LDF geladen en gelost kan worden. Beide steigers worden gebruikt voor de export van LDF, per tanklichter voor de Duitse chemische industrie. Steiger 10 wordt ook gebruikt door zeeschepen voor de import van LDF.